# 벽탄초등학교
벽탄초등학교는 대한민국 강원특별자치도 정선군에 있는 초등학교다.

## 학교 연혁
- 1931년 5월 31일 벽탄 간이학교 설립 인가
- 1931년 7월 7일 개교기념식 거행일
- 1941년 9월 1일 벽탄국민학교로 교명 개칭
- 2017년 9월 1일 제37대 김현주 교장 부임
- 2020년 1월 7일 제75회 졸업식 거행(총 2,735명 졸업)
- 2021년 1월 15일 제76회 졸업식 거행(총 2,736명 졸업)
- 2022년 3월 2일 제38대 오선희 교장 부임
- 2023년 12월 29일 제 79회 졸업식 거행(총 2,742명 졸업)